# Fabio Parra
Fabio Enrique Parra Pinto (Sogamoso, 22 november 1959) is een voormalig Colombiaanse wielrenner, wiens bijnaam De Aap luidde vanwege zijn uiterlijke kenmerken.
De in Sogamoso geboren Parra was samen met Luis Herrera het gezicht van de eerste generatie Colombianen die in de jaren tachtig indruk maakte in de Europese wielerwedstrijden. Zoals veel van zijn landgenoten was hij vooral goed in klimmen.
Parra startte acht keer in de Ronde van Frankrijk, waarvan hij er vier uitreed. Alle vier de keren eindigde hij bij de beste dertien: derde in 1988 (en de eerste Zuid-Amerikaanse renner op het Tourpodium), zesde in 1987, achtste in 1985, en dertiende in 1990. In 1985 en 1988 won hij bovendien een Alpenetappe in de Tour. In 1989 kon alleen een alliantie van alle Spaanse ploegen hem van de eindzege in de Ronde van Spanje afhouden. Parra werd tweede achter Pedro Delgado.
Parra's jongere broer, Ivan, was evenzo een verdienstelijk profrenner.

## Belangrijkste overwinningen
1981
- Eindklassement Ronde van Colombia

1984
- Pan-Amerikaans kampioenschap op de weg, elite

1985
- 12e etappe Ronde van Frankrijk
- Colombiaans kampioenschap op de weg, elite.

1987
- Eindklassement Clásico RCN

1988
- 13e etappe Ronde van Spanje
- 11e etappe Ronde van Frankrijk

1991
- 13e etappe Ronde van Spanje

1992
- Eindklassement Ronde van Colombia

## Resultaten in voornaamste wedstrijden
| \| Jaar \| Ronde van Italië \| Ronde van Frankrijk \| Ronde van Spanje \| \| ---- \| ---------------- \| ------------------- \| ---------------- \| \| 1985 \| \| 8e (1) \| 5e \| \| 1986 \| \| opgave \| 8e \| \| 1987 \| \| 6e \| \| \| 1988 \| \| ↑ (1) \| 5e (1) \| \| 1989 \| \| opgave \| ↑ \| \| 1990 \| \| 13e \| 5e \| \| 1991 \| \| opgave \| 5e (1) \| \| 1992 \| \| opgave \| 7e \|(*) tussen haakjes aantal individuele etappe-overwinningen · - 1985 - Café de Colombia-Varta - 1986 - Café de Colombia-Varta - 1987 - Café de Colombia - 1988 - Kelme - 1989 - Kelme - 1990 - Kelme-Ibexpress - 1991 - Amaya Seguros - 1992 - Amaya Seguros - (en) Profiel van Fabio Parra op ProCyclingStats - Profiel van Fabio Parra op Cyclebase.nl - (en) Profiel van Fabio Parra op Firstcycling.com - (en) Profiel van Fabio Parra op olympedia.org - Profiel van Fabio Parra op De wielersite - (en) Profiel van Fabio Parra op sports-reference.com (gearchiveerd) |                  |                     |                  |
| Jaar | Ronde van Italië | Ronde van Frankrijk | Ronde van Spanje |
| 1985 |                  | 8e (1)              | 5e               |
| 1986 |                  | opgave              | 8e               |
| 1987 |                  | 6e                  |                  |
| 1988 |                  | ↑ (1)               | 5e (1)           |
| 1989 |                  | opgave              | ↑                |
| 1990 |                  | 13e                 | 5e               |
| 1991 |                  | opgave              | 5e (1)           |
| 1992 |                  | opgave              | 7e               |